# Estartit
Estartit (en catalán L'Estartit) es una entidad municipal descentralizada del municipio de Torroella de Montgrí. Tiene 3397 habitantes (2023) y es la zona que genera el 60 % de los recursos de la población mediante el turismo.
Se encuentra a poco más de un kilómetro del archipiélago de las islas Medas, por lo que el turismo de buceo es una fuente de ingresos durante la mayor parte del año.
En la espalda de la población se encuentra el pico la Roca Maura, donde nace el macizo de Montgrí. Se adentra hasta ocho kilómetros hacia el interior, separando este macizo la comarca en el Alto Ampurdán y el Bajo Ampurdán. En la zona de Estartit se pueden realizar excursiones a pie que se inician con un gran ascenso a tan solo cinco minutos del centro urbano. 
Es una población situada en un entorno ideal, con una gran playa de arena fina, con buen acceso y una gran zona de aparcamiento gratuito a pie de playa. Sus aguas son poco profundas y claras por lo que es un entorno ideal para niños.
En su parte sur está la desembocadura del río Ter, que queda separada de la población por una zona de humedales.

## Economía

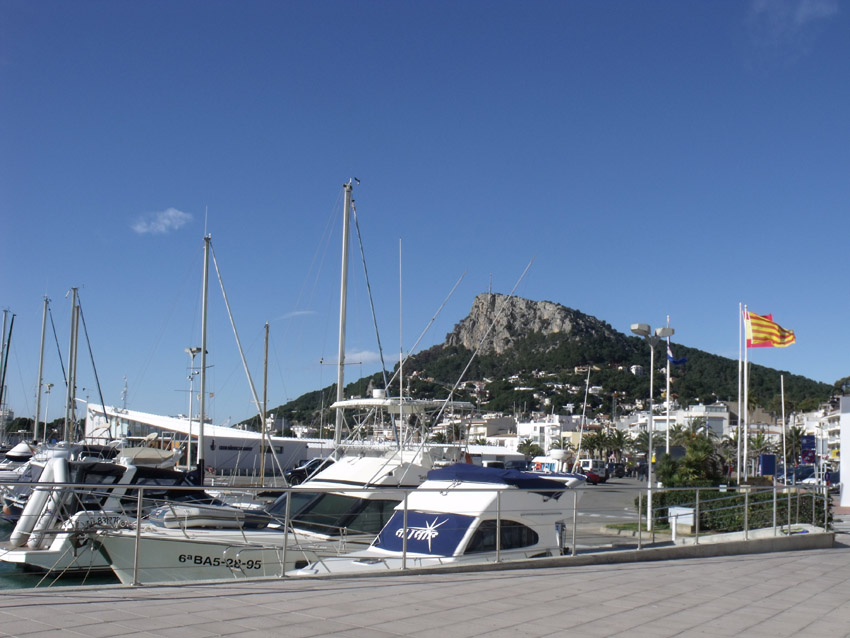
Puerto de Estartit.

Se ha convertido en un pueblo de veraneo, de turismo de profesionales y aficionados del buceo y del mar, en lugar de descanso de fin de semana y en refugio de visitantes franceses y holandeses de fin de semana. 
Tiene un puerto deportivo y club náutico (Club Náutico de Estartit) donde se hacen muchas actividades acuáticas: vela, inmersión, natación, salidas periódicas a visitar las islas, y las calas, alquiler de embarcaciones, etc. 
Es zona de los pescadores lugareños durante la semana y de visitantes de fin de semana que tienen su embarcación en el puerto o que la alquilan para salir a ver el entorno y disfrutar de la pesca y del buceo.

## Historia y Patrimonio histórico-artístico

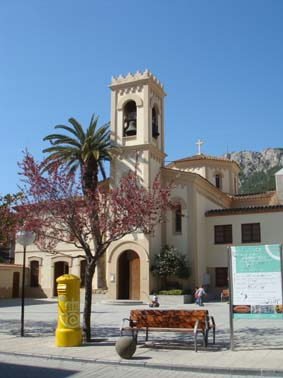
Plaza de la Iglesia.

Estartit, si bien debía estar ocupado anteriormente, nace como un pueblo a partir del siglo XVIII, cuando ya la piratería había menguado. Se trata de una pequeña población de pescadores que aprovechan unos caladeros de pesca excepcionales. En 1716 se tiene noticia de cinco pescadores instalados en el pueblo y a mediados de siglo ya había una veintena de casas. Su desarrollo ha ido muy ligado a la actividad marítima y hasta mediados del siglo XX su puerto ha permitido la salida por mar de los productos del municipio como el maíz, arroz, vino y aguardiente, con destino a grandes mercados como el de Barcelona. La calle de Santa Ana y la de Las Islas son las más antiguas de esta población y actualmente constituyen el eje principal de la localidad.
Iglesia de Santa Ana La iglesia de Santa Ana de Estartit fue levantada en el siglo XX sobre los restos de un antiguo templo. Es uno de los monumentos más destacados de la localidad.
De la plaza de la villa donde se encuentra la iglesia nace la calle de Santa Anna, vía comercial (la más antigua de la población) y peatonal por donde poder pasear, ver tiendas y comprar regalos típicos de la Costa Brava. En la calle Santa Anna se encuentran además los comercios que se encuentran abiertos la mayor parte del año como una de las dos farmacias, una parafarmacia, el estanco, la librería, algunos de los restaurantes típicos, hoteles y hostales. Junto con el paseo marítimo y el puerto deportivo es la calle donde se concentra la mayor afluencia de visitantes.
En la parte central de la calle se encuentra un reloj de sol.

## La reserva Marina de las Islas Medas

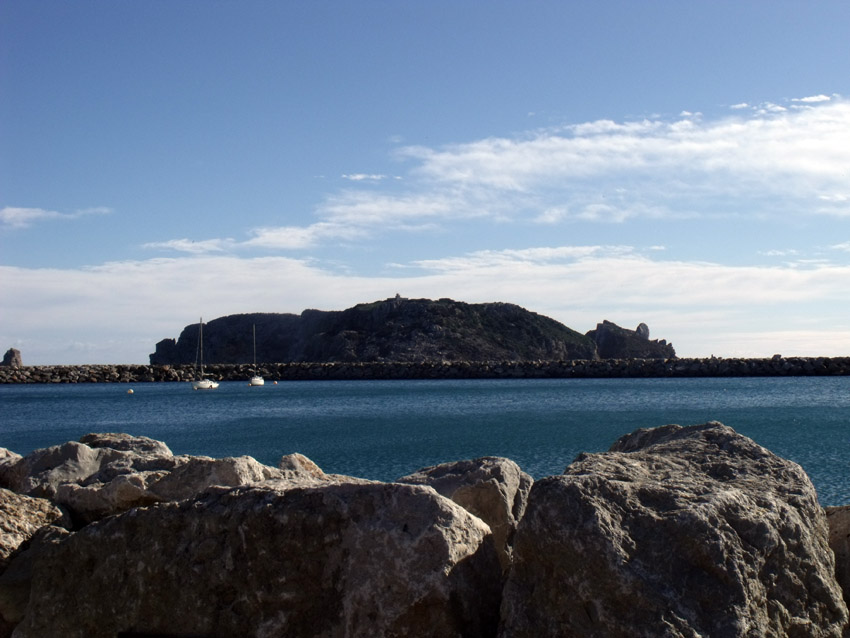
Las islas Medas desde el puerto.

Las islas Medas son un archipiélago formado por siete islas e islotes situados a poco más de un kilómetro de la costa de Estartit. Geológicamente constituyen una prolongación del macizo de Montgrí. 
Es de gran interés por la amplia variedad de flora de poseidoneas y fauna que habita en todo el archipiélago, con más de 1200 especies clasificadas. El ecosistema ha sido clasificado como la mejor reserva del Mediterráneo occidental. Es lugar de encuentro de los amantes del submarinismo.
Sus siete islas se llaman: Meda Grande, Meda Pequeña, el Medellot, el Carall Bernat, las Ferrenelles, los Tascons Grandes y los Tascons Pequeños. 
Desde las islas Medas se puede ver el golfo de Rosas con una vista de ensueño.

## Deportes
Destaca su equipo de fútbol femenino, la Unió Esportiva L'Estartit (por razones de patrocinio Euromat UE L'Estartit). Fue fundado en principio como sección femenina del club deportivo local, consiguió convertirse en el principal equipo de Estartit y actualmente milita en la Superliga Femenina, máxima categoría del fútbol femenino de España.

## Itinerarios para hacer desde Estartit a pie o en bicicleta
1.La vila de Torroella de Montgrí A pie / 2 horas y 30 minutos 
2.Ermita de Santa Caterina, castillo del Montgrí y cau del Duc A pie / 3 horas y 15 minutos
3.Sobrestany y la montaña Grande con bicicleta / 4 horas 
4.La montaña Grande y el camíno de Estartit a Montgó con bicicleta / 2 horas y 40 minutos
5.La fachada marítima del Montgrí A pie / 3 horas y 15 minutos
6.Las Dunas A pie / 2 horas y 30 minutos
7.La plana del bajo Ter: la Resclosa A pie / 1 hora
8.El margen izquierdo del río Ter con bicicleta / 16 Kilómetros
9.El margen derecho del río Ter Con bicicleta / 23 Kilómetros
10.Islas Medas desde mar en barca / Entre 1 y 2 horas

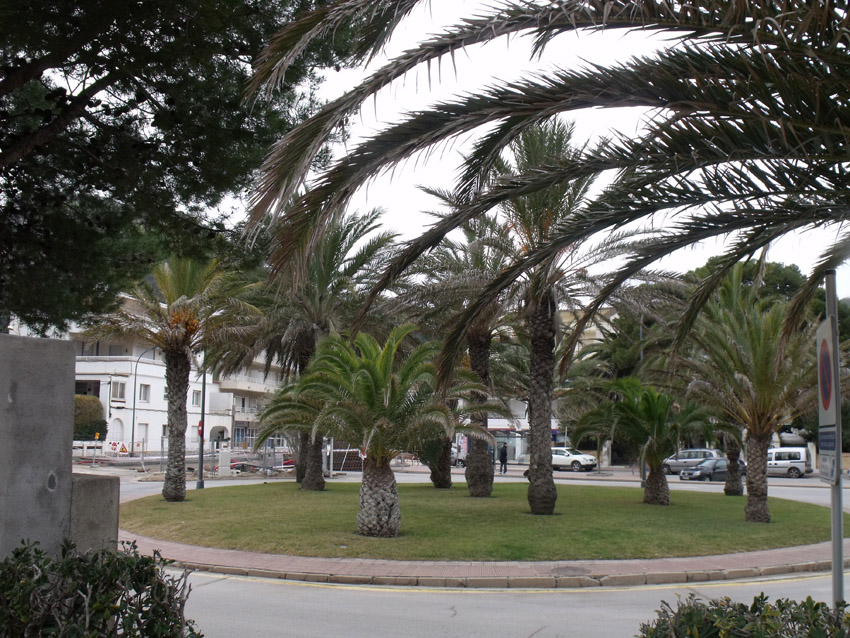
Plaza en el paseo marítimo de Estartit.

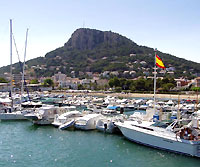
Puerto de Estartit.

11.Estartit A pie / 2 horas

## Ciudadanos destacados
- Joan Pagés, jugador de baloncesto.
- Jordi Xumetra, delantero del Elche.